# Philip D. Rasico
Philip D. Rasico (Indianapolis, Indiana 26 de març de 1952) és un lingüista estatunidenc.

## Biografia
Es va llicenciar en Filologia Castellana a la Xavier University (Cincinnati) el 1974. Es doctorà a la Universitat d'Indiana (Bloomington) el 1981, amb una tesi sobre la fonologia del català antic. En aquesta universitat va ser deixeble del professor Josep Roca i Pons. És professor del Departament d’Espanyol i Portuguès de la Universitat Vanderbilt, a Nashville (EUA), des del 1984, on entre altres imparteix classes de llengua i cultura catalanes i abans ho havia estat de les universitats d’Indiana i de New Hampshire.
És membre corresponent de la Secció Filològica de l'Institut d'Estudis Catalans, de l'Acadèmia de Bones Lletres de Barcelona i de l'Institut Menorquí d'Estudis. Va fundar la North American Catalan Society i en fou president (2001-2003). És també membre de l'Associació Internacional de Llengua i Literatura Catalanes i n'ha estat vicepresident (2006-2009). Fou membre fundador (1978) i president (2001-2003) de la North American Catalan Society.
Va col·laborar amb Joan Coromines, tant en el Diccionari com en l’Onomasticon, i ha continuat treballant amb els materials que Coromines va deixar inèdits, sobretot pel que fa a la Catalunya del Nord. És coautor del Llibre blanc sobre la unitat de la llengua catalana (1989), com també coeditor de les Actes del Cinquè Col·loqui d’Estudis Catalans a Nord-amèrica (1988) i de Homage Volume for Professor Joseph Gulsoy de la Catalan Review (2001). Ha participat en nombrosos congressos i ha impartit conferències arreu dels Països Catalans.
L'any 2015 rep el XXV Premi Internacional Ramon Llull. "per estudiar i difondre arreu la llengua i la cultura catalanes, per la seva rigorosa tasca en l'ensenyament i la recerca de tipus acadèmic i per la seva fidelitat al català i a Catalunya". També ha rebut el Premi Crítica Serra d'Or pel llibre Estudis sobre la fonologia del català preliterari (1993), i per Els menorquins de la Florida: història, llengua i cultura (1988) fou guardonat amb el Premi a la Millor Obra de Recerca, concedit per la Institució de les Lletres Catalanes

## Llibres publicats
- Estudis sobre la fonologia del català preliterari, col·lecció "Textos i estudis de cultura catalana", amb pròleg de Joseph Gulsoy (1982). Premi Crítica Serra d’Or (1983)
- Els menorquins de la Florida. Història, llengua i cultura, Publicacions de l’Abadia de Montserrat, Biblioteca Abat Oliba, (1987). Guardonat per la Institució de les Lletres Catalanes i per la revista Serra d’Or (1988)
- El Llibre d’Or dels menorquins de la Florida: El registre de San Pedro de Mosquitos i estudi de la població menorquina a la Florida en el segle XVIII (1998)
- Estudis i documents de lingüística històrica (1993)
- Cafè i quilombo. Els diaris de viatge de Joaquim Miret i Sans (Barcelona, Institut d’Estudis Catalans, 2001)
- El català antic (2006)